# Región del Norte (Camerún)
La región del Norte es una de las diez regiones de la República de Camerún, cuya capital es la ciudad de Garoua.

## Geografía
En la frontera del Norte de esta región del Extremo Norte y en el sur de la región de Adamaoua. Las fronteras exteriores en el norte y al oeste con la República Federal de Nigeria, con la República de Chad y en el sureste de la República Centroafricana.

## Departamentos
Esta región camerunesa posee una subdivisión interna compuesta por unos cuatro departamentons a saber: 
- Bénoué
- Faro
- Mayo-Louti
- Mayo-Rey

## Territorio y población
La región del Norte es poseedora de una superficie de 65.576 kilómetros cuadrados. Dentro de la misma reside una población compuesta por unas 1.346.623 personas (cifras del censo del año 2005). La densidad poblacional dentro de esta provincia es de 20,54 habitantes por kilómetro cuadrado.
- Datos: Q502341
- Multimedia: North Region, Cameroon / Q502341